# Dulo
Dulo (bulharsky Дуло) byla prabulharská dynastie vládnoucí v oblastech na sever od Černého moře a posléze na území kolem řeky Dunaje. 

## Historie

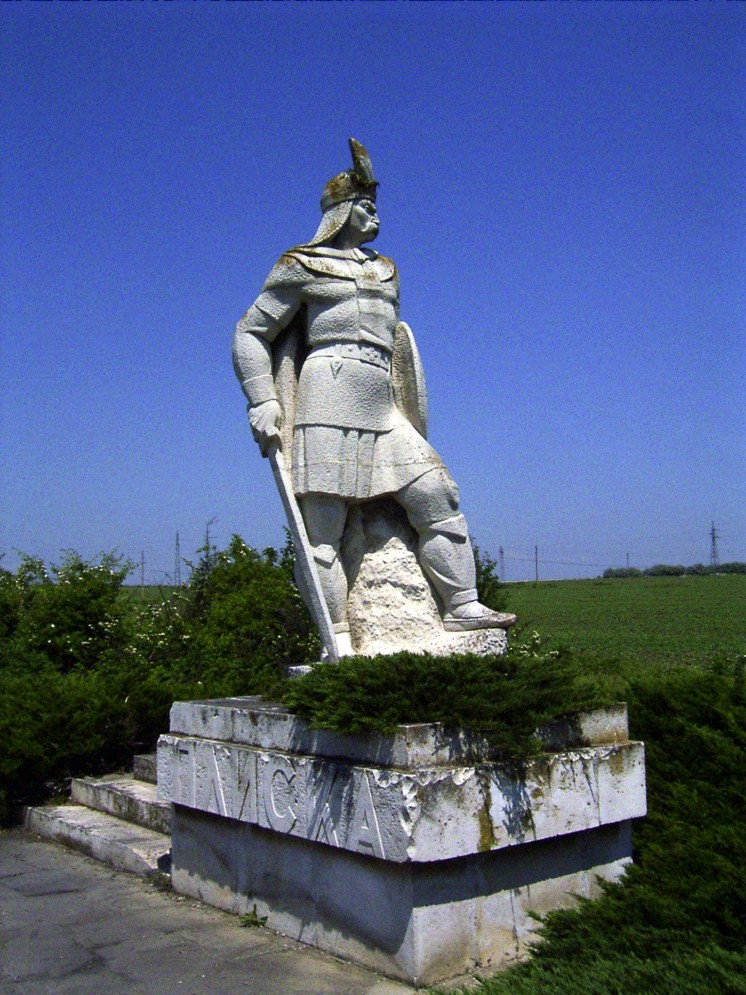
Chán Asparuch

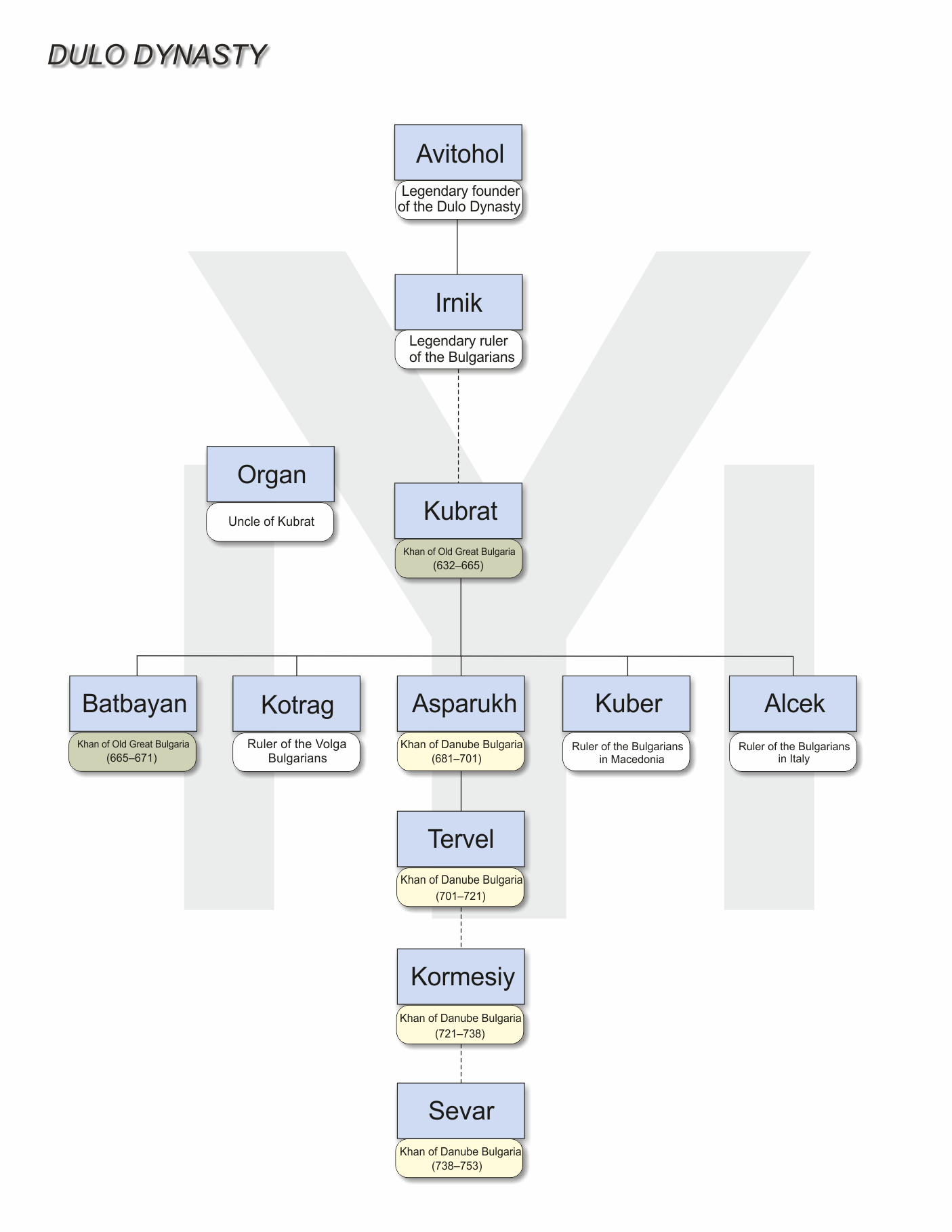
Schéma dynastie

Člen tohoto rodu, chán Kuvrat (Kubrat), byl zakladatelem státního útvaru známého jako Staré Velké Bulharsko, které se však již za vlády jeho syna Batbajana rozpadlo.
Další Kubratův syn Asparuch poté vedl část Prabulharů k deltě Dunaje, odkud rozšiřoval svůj vliv a založil první bulharskou říši, která byla na základě mírové smlouvy roku 681 uznána Byzancí. Klan Dulo zde vládl až zhruba do poloviny 8. století, kdy jeho poslední člen Sevar zemřel a dynastie tak vymřela. Jeho pozici poté zaujal Kormisoš z rodu Ukil.

## Bulharští vládcové z řad dynastie

### Staré Velké Bulharsko
- Kuvrat
  - Kuver
- Batbajan

### První bulharská říše
- Asparuch
- Tervel
- Sevar

## Teorie předka Chorvatů
Podle teorie chorvatského historika Vjekoslava Klaiće byl Kuvratův syn Kuver knížetem jednoho z kmenů v Panonii, který se roku 758 vydělil od Avarů a usadil se na území dnešního Chorvatska. Tato interpretace je však zjevně nesprávná, neboť informace o Kuberovi byly zaznamenány asi padesát let před údajnými událostmi, které popisuje Klaić. Výklad dějin, že Kuber byl chorvatským knížetem (vévodou), je typický pro chorvatskou historiografii období romantismu 19. století. Tehdy se mělo zato, že Chorvati obývali Podunají již od 7. a 8. století, všichni panovníci, kteří se objevili v oblasti v raném středověku, byli tudíž považováni za Chorvaty, jako např. Sermo (1018).
Pozdější chorvatská historiografie Kubera byla často zmiňována při zvažování protobulharského vlivu v etnogenezi Chorvatů, především proto, že byl synem Kubrata, který je někdy označován jako Krovatos. Podle některých odborníků je Kuber jedna a táž osoba, jako Porfyrogennetův Hrvat, jeden z pěti sourozenců, který přivedl Chorvaty do Dalmácie. Pro tuto teorii svědčí také skutečnost, že v době po Kuberovi existoval jistý vůdce Kuberiánů. To znamená, že se určitá skupina ztotožnila s Kuberovým jménem, stejně jako podle Porphyrogeneta se Chorvati identifikovali se jménem jednoho z jeho pěti bratrů. Navíc oba, Kuber i Porfyrogennet Hrvat, měli shodně čtvero sourozenců. Na druhou stranu však někteří historici odmítají jakoukoli spojitost mezi Kuberem a Hrvatem, a tím pádem i mezi Kubratem / Krovatosem.